# Hemiaminal

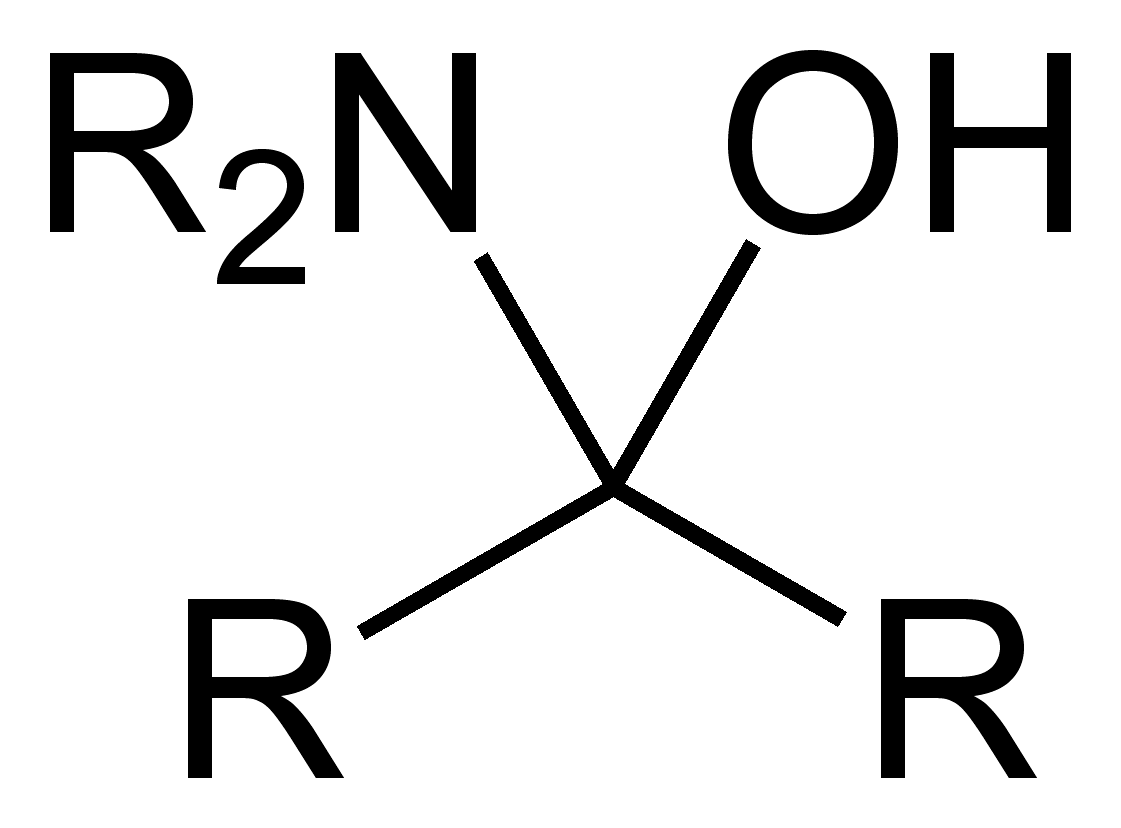
Structura unui hemiaminal

Un hemiaminal (de asemenea denumit și carbinolamină) este o grupă funcțională în care la același atom de carbon sunt atașate o grupă hidroxil și o grupă amino: -C(OH)(NR2)-. R poate fi hidrogen sau un rest hidrocarbonat. Hemiaminalii sunt compuși intermediari în reacțiile de obținere ale iminelor prin substituția nucleofilă a carbonilului din aldehide și cetone cu amine.